# De Westerveer
De Westerveer is de poldermolen van de gelijknamige polder Westerveer in het buitengebied van Spanbroek. De molen staat aan de Zomerdijk, op een gedeelte dat niet altijd tot de buurtschap Zomerdijk wordt gerekend.
Het gebied is heel lang gezamenlijk door het waterschap bemalen, maar omdat deze polder vrij laag was, is in 1873 alsnog besloten de polder apart te bemalen. Hiertoe werd deze vijzelmolen gebouwd. Tot aan de laatste ruilverkaveling is de polder met windkracht bemalen en daarmee de laatste polder in Noord-Holland die op windkracht werd bemalen, thans kan de molen uitwateren op de Westerkoggen.
In 2001 is de molen eigendom van Stichting De Westfriese Molens.
Deze bewoonde molen is niet te bezoeken.